# スコルピオンの恋まじない
『スコルピオンの恋まじない』（The Curse of the Jade Scorpion）は、ウディ・アレン監督・脚本・主演による2001年のアメリカ映画である。

## ストーリー
1940年、ニューヨーク。自称腕利き保険調査員で独身男のC・W・ブリッグス（ウディ・アレン）は、社内改革ために入社してきた女性重役フィッツジェラルド（ヘレン・ハント）が気に入らず直談判するが相容れない。2人は同僚ジョージの誕生パーティーのショーで催眠術師ヴォルタンに相思相愛になる催眠術をかけられてしまう。しかし、独身のフィッツはマグルーダー社長（ダン・エイクロイド） の不倫相手だったのだ。
一方、保険会社の顧客であるケンジントン邸とディルワース邸に連続宝石窃盗事件が起こる。担当のブリッグスは調査の結果、顧客情報を知りえる保険会社の内部犯行を疑う。

## キャスト
- ウディ・アレン - C・W・ブリッグス　保険会社調査員
- ヘレン・ハント - ベティ＝アン・フィッツジェラルド　保険会社の新重役
- ダン・エイクロイド - クリス・マグルーダー　保険会社社長
- シャーリーズ・セロン - ローラ・ケンジントン　保険会社の顧客

- ウォーレス・ショーン - ジョージ　保険会社同僚
- ブライアン・マーキンソン -アル
- マイケル・マルヘレン - ハーブ
- エリザベス・バークレー - ジル　保険会社若手社員

- ボブ・ドリアン - マイク
- ピーター・リナリ - ジョー
- ジョン・シャック - マイズ
- アーサー・J・ナスカレラ - トム
- ピーター・ゲレッティ
- デヴィッド・オグデン・スティアーズ - ヴォルタン・ポルガー　催眠術師

### 日本語吹き替え版
- C・W・ブリッグス:中村正
- ベティ＝アン・フィッツジェラルド：勝生真沙子
- クリス・マグルーダー:屋良有作
- ローラ:日野由利加

- ジョージ:大竹宏
- アル:根本泰彦
- ハーブ:長克巳
- ジル:木内レイコ

- マイク:佐々木敏
- ジョー:境賢一
- マイズ:宮田光
- トム：武虎
- ヴォルタン・ポルガー:佐々木勝彦

## 評価
Rotten Tomatoesでは124件のレビューで支持率は45%となった。またMetacriticでは31件のレビューで加重平均値は52/100となった。